# Dīm Segherlū
Dīm Segherlū (persiska: ديم سِقِرلو, ديم سغرلو, Dīm Seqerlū) är en ort i Iran.   Den ligger i provinsen Ardabil, i den nordvästra delen av landet, 400 km nordväst om huvudstaden Teheran. Dīm Segherlū ligger 1 598 meter över havet och antalet invånare är 126.
Terrängen runt Dīm Segherlū är lite kuperad. Runt Dīm Segherlū är det ganska tätbefolkat, med 139 invånare per kvadratkilometer. Närmaste större samhälle är Nīr, 11,4 km väster om Dīm Segherlū. Trakten runt Dīm Segherlū består i huvudsak av gräsmarker.